# 케린 코너벌
캐린 코너벌(영어: Karin Konoval, 영어 발음: /ˈkærən/, 1961년 6월 4일 ~ )은 미국과 캐나다의 배우이다. 혹성탈출 영화 삼부작의 오랑우탄 모리스 역 모션캡처를 담당했다.
미국 메릴랜드주 볼티모어에서 태어나 캐나다로 이주하여 앨버타주 에드먼턴에서 성장했다.

## 출연 작품

### 영화
- 혹성탈출: 진화의 시작 (2011) - 모리스 역
- 스텝 업: 올 인 (2014)
- 혹성탈출: 반격의 서막 (2014) - 모리스 역
- 혹성탈출: 종의 전쟁 (2017) - 모리스 역

### 텔레비전
- 엑스파일 (1995, 2018)